# Liste der Geotope im Landkreis Calw
Diese sortierbare Liste der Geotope im Landkreis Calw enthält die Geotope des baden-württembergischen Landkreises Calw, die amtlichen Bezeichnungen für Namen und Nummern sowie deren geographische Lage. Die Geotope sind im Geotop-Kataster Baden-Württemberg dokumentiert und umfassen Aufschlüsse von Gesteinen, Böden, Mineralien und Fossilien sowie besondere Landschaftsteile.

## Liste
Im Landkreis sind 50 Geotope (Stand 1. Februar 2020) offiziell vom Landesamt für Geologie, Rohstoffe und Bergbau (LGRB) ausgewiesen:
| Steckbrief Nr. (PDF) | Name                                                                           | Geotoptyp     | Gemeinde/Stadt, Gemarkung                    | Koordinaten                                         | Bild           | Bemerkungen |
| -------------------- | ------------------------------------------------------------------------------ | ------------- | -------------------------------------------- | --------------------------------------------------- | -------------- | --- |
| 666                  | Falkenstein, Bad Herrenalb                                                     | Felsformation | Bad Herrenalb                                | 48° 48′ 20,8″ N, 8° 26′ 25,9″ O                     |                | Geologische Einheit: Rotliegend Status: geschützt (Naturdenkmal Falkenstein)                                                                       |
| 667                  | Katzenstein, Bad Liebenzell                                                    | Felsformation | Bad Liebenzell                               | 48° 47′ 8,7″ N, 8° 43′ 20,8″ O                      |                | Geologische Einheit: Mittlerer Buntsandstein Status: geschützt (Naturdenkmal Katzenstein)                                                          |
| 668                  | Beutelstein, Bad Liebenzell                                                    | Felsformation | Bad Liebenzell                               | 48° 46′ 28,4″ N, 8° 44′ 6,6″ O                      |                | Geologische Einheit: Mittlerer Buntsandstein Status: geschützt (Naturdenkmal Beutelstein)                                                          |
| 669                  | Franzosenfels, Schmieh                                                         | Felsformation | Bad Teinach-Zavelstein Gemarkung Schmieh     | 48° 41′ 13″ N, 8° 39′ 27,1″ O                       | weitere Bilder | Geologische Einheit: Mittlerer Buntsandstein Status: geschützt (Naturdenkmal Franzosenfels)                                                        |
| 670                  | Stubenfels E von Sommenhardt/Bad Teinach-Zavelstein                            | Felsformation | Bad Teinach-Zavelstein Gemarkung Sommenhardt | 48° 41′ 41,8″ N , 8° 43′ 36,8″ O 48.694941 8.726885 |                | Geologische Einheit: Mittlerer Buntsandstein Status: geschützt (Naturdenkmal Stubenfels)                                                           |
| 671                  | Schäferfelsen SE von Bad Teinach-Zavelstein                                    | Felsformation | Bad Teinach-Zavelstein Gemarkung Sommenhardt | 48° 40′ 51,4″ N, 8° 42′ 30,1″ O                     |                | Geologische Einheit: Mittlerer Buntsandstein Status: geschützt (Naturdenkmal Schäferfelsen)                                                        |
| 672                  | Wildseemoor E von Kaltenbronn                                                  | Moor          | Bad Wildbad                                  | 48° 43′ 5,8″ N, 8° 27′ 29,1″ O                      |                | Geologische Einheit: Buntsandstein Status: mit geschützt (NSG Kaltenbronn)                                                                         |
| 673                  | Grosser Wendenstein W von Wildbad                                              | Felsformation | Bad Wildbad                                  | 48° 44′ 50,1″ N, 8° 30′ 10,5″ O                     |                | Geologische Einheit: Mittlerer Buntsandstein Status: geschützt (Naturdenkmal Großer Wendenstein)                                                   |
| 674                  | Riesenstein E von Wildbad                                                      | Felsformation | Bad Wildbad                                  | 48° 44′ 25″ N, 8° 33′ 24,1″ O                       |                | Geologische Einheit: Mittlerer Buntsandstein Status: geschützt (Naturdenkmal Riesenstein)                                                          |
| 675                  | Kuckucksfelsen NW von Calw                                                     | Felsformation | Calw                                         | 48° 43′ 16,1″ N, 8° 44′ 2,2″ O                      |                | Geologische Einheit: Mittlerer Buntsandstein Status: geschützt (Naturdenkmal Kuckucksfelsen (Nr. 121))                                             |
| 676                  | Gimpelstein SW von Calw                                                        | Felsformation | Calw                                         | 48° 42′ 40,2″ N, 8° 44′ 19″ O                       |                | Geologische Einheit: Mittlerer Buntsandstein Status: geschützt (Naturdenkmal Gimpelstein (Nr. 119))                                                |
| 677                  | Falkenstein N von Kentheim/Calw                                                | Felsformation | Calw                                         | 48° 41′ 51,2″ N, 8° 43′ 52,9″ O                     |                | Geologische Einheit: Mittlerer Buntsandstein Status: geschützt (Naturdenkmal Falkenstein (Kentheim) (Nr. 120))                                     |
| 678                  | Granitvorkommen N von Hirsau                                                   | Aufschluss    | Calw Gemarkung Hirsau                        | 48° 45′ 29,7″ N, 8° 43′ 57,6″ O                     |                | Geologische Einheit: Forbach-Granit als Geologisches Fenster im Mittleren Buntsandstein Status: geschützt (Naturdenkmal Granitvorkommen (Nr. 124)) |
| 679                  | Bruderhöhle N von Hirsau                                                       | Höhle         | Calw Gemarkung Hirsau                        | 48° 44′ 49,2″ N, 8° 43′ 36,8″ O                     | weitere Bilder | Geologische Einheit: Mittlerer Buntsandstein Status: geschützt (Naturdenkmal Bruderhöhle (Nr. 125))                                                |
| 680                  | Falkenstein W von Hirsau                                                       | Felsformation | Calw Gemarkung Hirsau                        | 48° 44′ 29,3″ N, 8° 42′ 5,3″ O                      |                | Geologische Einheit: Mittlerer Buntsandstein Status: geschützt (Naturdenkmal Falkenstein (Hirsau) (Nr. 126))                                       |
| 681                  | Wackelstein N von Calw                                                         | Felsformation | Calw Gemarkung Hirsau                        | 48° 43′ 53″ N, 8° 44′ 16,7″ O                       |                | Geologische Einheit: Mittlerer Buntsandstein Status: geschützt (Naturdenkmal Wackelstein (Nr. 130))                                                |
| 682                  | Karstspalte Kapf E von Egenhausen                                              | Aufschluss    | Egenhausen                                   | 48° 33′ 51,5″ N, 8° 38′ 12″ O                       |                | Geologische Einheit: Trochitenkalk Status: mit geschützt (NSG Egenhäuser Kapf mit Bömbachtal)                                                      |
| 683                  | Geigerles Lotterbett E von Altbulach                                           | Felsformation | Neubulach Gemarkung Altbulach                | 48° 40′ 15,7″ N, 8° 43′ 53,9″ O                     |                | Geologische Einheit: Mittlerer Buntsandstein Status: geschützt (Naturdenkmal Geigerles Lotterbett)                                                 |
| 684                  | Beilfels E von Liebelsberg/Neubulach                                           | Felsformation | Neubulach Gemarkung Liebelsberg              | 48° 40′ 47,2″ N, 8° 42′ 18,4″ O                     |                | Geologische Einheit: Mittlerer Buntsandstein Status: geschützt (Naturdenkmal Beilfels)                                                             |
| 685                  | Hohler Stein N von Wildberg                                                    | Felsformation | Wildberg Gemarkung Gültlingen                | 48° 38′ 43,8″ N, 8° 44′ 18,3″ O                     |                | Geologische Einheit: Mittlerer Buntsandstein Status: geschützt (Naturdenkmal Hoher Stein)                                                          |
| 686                  | Tierstein, Sulz/Wildberg                                                       | Felsformation | Wildberg Gemarkung Sulz am Eck               | 48° 37′ 13,5″ N, 8° 46′ 40,4″ O                     | weitere Bilder | Geologische Einheit: Unterer Muschelkalk Status: geschützt (Naturdenkmal Tierstein)                                                                |
| 687                  | Mauzenstein                                                                    | Felsformation | Bad Herrenalb Gemarkung Bernbach             | 48° 48′ 56,4″ N, 8° 24′ 18,1″ O                     |                | Geologische Einheit: Mittlerer Buntsandstein Status: geschützt (Naturdenkmal Mauzenstein)                                                          |
| 688                  | Gesteinsplatten Innenhof Burg Hornberg                                         | Felsformation | Altensteig Gemarkung Hornberg                | 48° 37′ 1,8″ N, 8° 34′ 44,6″ O                      |                | Geologische Einheit: Mittlerer Buntsandstein |
| 689                  | Aufg. Steinbruch mit Werkstatt im Albtal N von Bad Herrenalb W der Kullenmühle | Aufschluss    | Bad Herrenalb                                | 48° 48′ 44,1″ N, 8° 26′ 29,1″ O                     |                | Geologische Einheit: Unterer Buntsandstein |
| 690                  | Aufg. Steinbruch NW von Gaistal                                                | Aufschluss    | Bad Herrenalb                                | 48° 46′ 24,3″ N, 8° 26′ 36,5″ O                     |                | Geologische Einheit: Forbach-Granit |
| 691                  | Kar im Hirschgrasloch ca. 5000 m SSE von Bad Herrenalb                         | Kar           | Bad Herrenalb                                | 48° 46′ 3,9″ N, 8° 27′ 39,9″ O                      |                | Geologische Einheit: Unterer Buntsandstein |
| 692                  | Aufg. Steinbruch N von Bad Herrenalb an der Albstraße                          | Aufschluss    | Bad Herrenalb Gemarkung Rotensol             | 48° 48′ 37,7″ N, 8° 26′ 43,9″ O                     |                | Geologische Einheit: Unterer Buntsandstein |
| 693                  | Aufschluss N der Burg Liebenzell, Bad Liebenzell                               | Aufschluss    | Bad Liebenzell                               | 48° 46′ 56,5″ N, 8° 43′ 40,5″ O                     |                | Geologische Einheit: Mittlerer Buntsandstein |
| 694                  | Oberer Steinbergfelsen E von Beinberg                                          | Felsformation | Bad Liebenzell                               | 48° 46′ 5,6″ N, 8° 43′ 31,9″ O                      |                | Geologische Einheit: Mittlerer Buntsandstein |
| 695                  | Hexenfelsen SE von Beinberg                                                    | Felsformation | Bad Liebenzell                               | 48° 45′ 45,5″ N, 8° 43′ 28,1″ O                     |                | Geologische Einheit: Mittlerer Buntsandstein |
| 696                  | Oberes und Unteres Rohrmüßkar ca, 2500 m SW von Wildbad                        | Kar           | Bad Wildbad                                  | 48° 44′ 9,7″ N, 8° 31′ 34,6″ O                      |                | Geologische Einheit: Unterer Buntsandstein |
| 697                  | Tiefengrundkar ca. 1900 m N von Sprollenhaus                                   | Kar           | Bad Wildbad                                  | 48° 42′ 52,8″ N, 8° 30′ 54,2″ O                     |                | Geologische Einheit: Unterer Buntsandstein |
| 698                  | Sulzmißkar ca. 750 m SSW von Lautenhof                                         | Kar           | Bad Wildbad                                  | 48° 42′ 51,1″ N, 8° 32′ 6,1″ O                      |                | Geologische Einheit: Unterer Buntsandstein |
| 699                  | Kar im Waldgebiet Diebstich ca. 1200 m SE von Kaltenbronn                      | Kar           | Bad Wildbad                                  | 48° 41′ 33,7″ N, 8° 26′ 53,9″ O                     |                | Geologische Einheit: Unterer Buntsandstein |
| 700                  | Kar im Aschenloch ca. 1700 m N von Enzklösterle                                | Kar           | Bad Wildbad                                  | 48° 40′ 58,1″ N, 8° 28′ 12″ O                       |                | Geologische Einheit: Unterer Buntsandstein |
| 701                  | Granitaufschluss N von Wildbad                                                 | Aufschluss    | Bad Wildbad                                  | 48° 45′ 49,1″ N, 8° 33′ 16,5″ O                     |                | Geologische Einheit: Granit |
| 702                  | Aufg. Steinbruch Kohlhäusle S von Sprollenhaus                                 | Aufschluss    | Bad Wildbad                                  | 48° 41′ 18,2″ N, 8° 29′ 31,5″ O                     |                | Geologische Einheit: Granit-Aplit |
| 703                  | Granitblöcke E von Sprollenhaus                                                | Felsformation | Bad Wildbad                                  | 48° 41′ 37,8″ N, 8° 30′ 18,3″ O                     |                | Geologische Einheit: Granit |
| 704                  | Aufg. Steinbruch Reisach S von Calw                                            | Aufschluss    | Calw                                         | 48° 42′ 17,5″ N, 8° 44′ 24″ O                       |                | Geologische Einheit: Mittlerer Buntsandstein |
| 705                  | Rheinhardsfelsen am Schlossberg E von Altbulach                                | Felsformation | Calw Gemarkung Stammheim                     | 48° 40′ 17,7″ N, 8° 44′ 5,1″ O                      |                | Geologische Einheit: Mittlerer Buntsandstein |
| 706                  | Granitaufschluss Kompanienbuckel SW der Eyachmühle                             | Aufschluss    | Dobel                                        | 48° 45′ 49,5″ N, 8° 29′ 24,9″ O                     |                | Geologische Einheit: Forbach-Granit |
| 707                  | Kar im Ahornsgrund ca. 2800 m WSW von Enzklösterle                             | Kar           | Enzklösterle                                 | 48° 39′ 34,3″ N, 8° 26′ 4,9″ O                      |                | Geologische Einheit: Unterer Buntsandstein |
| 708                  | Kar im Kleinen Bärloch ca. 2100 m SSW von Enzklösterle                         | Kar           | Enzklösterle                                 | 48° 38′ 59,7″ N, 8° 27′ 19″ O                       |                | Geologische Einheit: Unterer Buntsandstein |
| 709                  | Großes Bärloch ca. 2500 m SW von Enzklösterle                                  | Kar           | Enzklösterle                                 | 48° 38′ 42,2″ N, 8° 27′ 16,3″ O                     |                | Geologische Einheit: Unterer Buntsandstein |
| 710                  | Kar „Maienstube“ ca. 3000 m SSW von Enzklösterle                               | Kar           | Enzklösterle                                 | 48° 38′ 29,2″ N , 8° 27′ 16,4″ O 48.641456 8.454564 |                | Geologische Einheit: Unterer Buntsandstein |
| 711                  | Aufg. Steinbruch Katzensteig E von Gündringen                                  | Aufschluss    | Nagold Gemarkung Hochdorf                    | 48° 30′ 43,3″ N, 8° 43′ 15,5″ O                     |                | Geologische Einheit: Oberer Muschelkalk |
| 712                  | Steinbruch N von Nagold                                                        | Aufschluss    | Nagold Gemarkung Mindersbach                 | 48° 34′ 41,8″ N, 8° 43′ 1,5″ O                      |                | Geologische Einheit: Mittlerer Buntsandstein |
| 713                  | Straßenanschnitt am Betonwerk N von Nagold                                     | Aufschluss    | Nagold                                       | 48° 33′ 52,4″ N, 8° 43′ 30″ O                       |                | Geologische Einheit: Mittlerer Buntsandstein |
| 714                  | Aufg. Steinbruch an der Straße Nagold-Mötzingen am "Bergle"                    | Aufschluss    | Nagold                                       | 48° 32′ 54,3″ N, 8° 44′ 52,3″ O                     |                | Geologische Einheit: Oberer Muschelkalk Status: geschützt (Naturdenkmal Mittleres Bergle (Nr. 337))                                                |
| 715                  | Doline Mühlwiesen NE von Vollmaringen                                          | Doline        | Nagold Gemarkung Vollmaringen                | 48° 31′ 19,8″ N, 8° 45′ 44,4″ O                     |                | Geologische Einheit: Unterer Keuper |